# Daniele De Rossi
Daniele De Rossi (sinh ngày 24 tháng 7 năm 1983) là cựu cầu thủ bóng đá người Ý thi đấu ở vị trí tiền vệ phòng ngự.
Anh được công nhận là một Tiền vệ đa năng bởi khả năng phòng ngự, chuyền bóng và sút bóng rất tốt. Anh có thể chơi cả tiền vệ phòng ngự lẫn tiền vệ tấn công, tại đội tuyển quốc gia Italia anh có thể chơi cả vị trí trung vệ rất xuất sắc.
Anh đã chơi cho đội U-19, U-20, U-21 Ý và cả Đội tuyển Ý. Anh là một nhân tố quan trọng giúp cho đội tuyển Ý giành ngôi vô địch World Cup 2006 tại Đức. Anh cũng xuất hiện tại Euro 2008, Confed Cup 2009, World Cup 2010, Euro 2012, Confed Cup 2013, World Cup 2014 và Euro 2016.
Ngày 6 tháng 1 năm 2020, Daniele De Rossi chính thức giã từ sự nghiệp thi đấu quốc tế sau 23 năm thi đấu chuyên nghiệp.

## Sự nghiệp cấp câu lạc bộ

### AS Roma
De Rossi sinh tại Roma và anh là sản phẩm của lò đào tạo cầu thủ trẻ AS Roma. Cha anh, Alberto De Rossi là huấn luyện viên bóng đá.
De Rossi thi đấu ở vị trí tiền vệ trung tâm. Anh có trận đầu tiên cho AS Roma vào ngày 10 tháng 10 năm 2001 tại UEFA Champions League trong trận gặp Anderlecht. Anh có trận đầu tiên tại Serie A vào ngày 3 tháng 5 năm 2003 và có bàn thắng đầu tiên sau đó một tuần trong trận gặp Torino Calcio.
Vai trò của anh tại AS Roma ngày càng trở nên quan trọng. Từ mùa giải 2001/2002 đến 2007/2008, anh đã ra sân 225 lần và ghi 25 bàn cho AS Roma. Đầu mùa giải 2007/2008, De Rossi ghi bàn thắng từ chấm phạt đền giúp AS Roma giành siêu cúp nước Ý. Đến cuối mùa giải anh lại cùng câu lạc bộ này giành cúp quốc gia. Tuy nhiên tại UEFA Champion League, trong trận lượt về tại Old Trafford gặp Manchester United, De Rossia bỏ lỡ một quả phạt đền và chung cuộc Roma thua 3-0 sau 2 lượt đi về. Rossi được nhiều câu lạc bộ hàng đầu như Inter Milan và Real Madrid theo đuổi nhưng anh vẫn tuyên bố gắn bó với Roma.

### Boca Juniors
Nhờ đồng đội cũ tại Roma - Nicolás Burdisso là giám đốc thể thao của Boca Juniors mời, De Rossi đã ký hợp đồng với Boca Juniors ngày 25 tháng 7 năm 2019.
Ngày 6 tháng 1 năm 2020, De Rossi thông báo giải nghệ vì lý do gia đình, mặc dù vẫn còn thời hạn hợp đồng 6 tháng với Boca.

## Sự nghiệp quốc tế
De Rossi từng thi đấu cho U-21 Ý vào năm 2004, anh cùng đội tuyển Ý giành huy chương đồng Olympic 2004 tại Athens. Anh được gọi vào đội tuyển Ý chuẩn bị cho vòng loại World Cup 2006. Ngay trong trận đấu đầu tiên khoác áo đội tuyển quốc gia vào ngày 4 tháng 9 năm 2004, anh đã có bàn thắng vào lưới Na Uy. Bàn thắng thứ hai của anh tại vòng loại đến trong trận thắng Belarus 4-3.
Tại World Cup 2006, trong trận gặp đội tuyển Mỹ tại vòng loại, De Rossi đã đánh nguội vào mặt Brian McBride và lãnh thẻ đỏ trực tiếp. Với hành động trên, anh đã phải nhận án phạt bị treo giò 4 trận và tiền phạt 10.000 Franc Thụy Sĩ. Vì án phạt nên Rossi chỉ được ra sân trong trận chung kết gặp đội tuyển Pháp khi anh vào sân thay thế đồng đội ở AS Roma Francesco Totti ở phút 61. Trong loạt sút luân lưu quyết định đội vô địch, De Rossi thực hiện thành công quả pelnaty thứ ba và cú đá hỏng của David Trezeguet đã đem lại danh hiệu vô địch World Cup 2006 cho Ý.
Tại vòng loại Euro 2008, Rossi ghi được một bàn thắng trong chiến thắng 3-1 của Ý trước Georgia. Trước khi bước vào giải, anh được huấn luyện viên Roberto Donadoni trao cho chiếc áo số 10. Bước vào vòng đấu bảng Euro 2008, De Rossi được ra sân chính thức trong hai trận gặp Romania và Pháp. Trong trận gặp Pháp, Rossi nâng tỉ số trận đấu lên 2-0 sau một pha sút phạt sấm sét và cuối trận anh nhận luôn danh hiệu Cầu thủ xuất sắc nhất trận đấu.
Rossi có được cú đúp đầu tiên cho đội tuyển quốc gia trong chiến thắng 2-0 của Ý trước Georgia tại vòng loại World Cup 2010. Trong trận đấu đầu tiên của đội tuyển Ý tại FIFA Confederations Cup 2009 với Mỹ, Rossi đã ghi bàn ấn định chiến thắng 3-1 với cú volley rất đẹp mắt ngay trong vòng cấm sau đường trả bóng thông minh của Andrea Pirlo.
Tại World Cup 2010, Rossi ghi bàn ấn định tỉ số 1-1 trong trận đấu đầu tiên tại vòng bảng với Paraguay từ sai lầm của thủ môn Justo Villar, giúp đương kim vô địch Ý tránh khỏi thất bại ngay trong ngày ra quân. Ở trận đấu thứ hai hoà New Zealand 1-1, Rossi đã đem về quả phạt đền giúp Ý cân bằng tỉ số. Anh được FIFA chọn làm Cầu thủ xuất sắc nhất trận đấu. Tuy nhiên, sau đó tuyển Ý đã bị loại ngay vòng bảng với chỉ 2 điểm sau ba trận.
Sau khi đội tuyển Ý thất bại trước Thụy Điển với tổng tỉ số 0-1 ở lượt trận play-off World Cup 2018 khu vực châu Âu, Daniele De Rossi tuyên bố chia tay đội tuyển Ý sau 13 năm gắn bó, tổng cộng anh đã thi đấu 117 trận và ghi được 21 bàn thắng.

## Gia đình
De Rossi kết hôn với Tamara Pisnoli, một cựu vũ công của Mediaset, Sarabanda vào ngày 18 tháng 5 năm 2006. Họ đã có một con gái là Gaia. Cha vợ của anh, ông Massimiliano Pisnoli, đã bị bắn chết tại Roma vào tháng 8 năm 2008. Hai người đã chia tay vào đầu năm 2009.
De Rossi đã được chọn làm cầu thủ quảng bá cho trò chơi FIFA 09 của EA Sports ở phiên bản tiếng Ý.

## Danh hiệu

### Roma
- Coppa Italia: 2006–07, 2007–08
- Supercoppa Italiana: 2007

### Quốc tế

#### Ý
- FIFA World Cup: 2006

#### Ý trẻ
- Giải vô địch bóng đá U-21 châu Âu: 2004
- Huy chương đồng Thế vận hội Mùa hè 2004

### Cá nhân
- Cầu thủ trẻ xuất sắc nhất trong năm của Serie A: 2006
- Đứng thứ nhì trong cuộc bầu chọn Cầu thủ Ý xuất sắc nhất trong năm: 2007

## Thống kê sự nghiệp

### Câu lạc bộ
Tính đến 8 tháng 12 năm 2019
| Câu lạc bộ          | Mùa giải            | Vô địch quốc gia | Vô địch quốc gia | Cúp  | Cúp | Châu Âu | Châu Âu | Khác | Khác | Tổng cộng | Tổng cộng |
| Câu lạc bộ          | Mùa giải            | Trận             | Bàn              | Trận | Bàn | Trận    | Bàn     | Trận | Bàn  | Trận      | Bàn       |
| ------------------- | ------------------- | ---------------- | ---------------- | ---- | --- | ------- | ------- | ---- | ---- | --------- | --------- |
| Roma                | 2001–02             | 0                | 0                | 3    | 0   | 1       | 0       | 0    | 0    | 4         | 0         |
| Roma                | 2002–03             | 4                | 2                | 3    | 0   | 0       | 0       | —    | —    | 7         | 2         |
| Roma                | 2003–04             | 17               | 0                | 4    | 0   | 6       | 1       | —    | —    | 27        | 1         |
| Roma                | 2004–05             | 30               | 2                | 5    | 1   | 3       | 1       | —    | —    | 38        | 4         |
| Roma                | 2005–06             | 34               | 6                | 4    | 0   | 7       | 0       | —    | —    | 45        | 6         |
| Roma                | 2006–07             | 36               | 2                | 8    | 2   | 10      | 2       | 1    | 0    | 55        | 6         |
| Roma                | 2007–08             | 34               | 5                | 6    | 0   | 10      | 0       | 1    | 1    | 51        | 6         |
| Roma                | 2008–09             | 33               | 3                | 2    | 0   | 7       | 0       | 1    | 1    | 43        | 4         |
| Roma                | 2009–10             | 33               | 7                | 4    | 1   | 12      | 3       | —    | —    | 49        | 11        |
| Roma                | 2010–11             | 28               | 2                | 4    | 0   | 7       | 1       | 1    | 0    | 40        | 3         |
| Roma                | 2011–12             | 32               | 4                | 0    | 0   | 0       | 0       | —    | —    | 32        | 4         |
| Roma                | 2012–13             | 25               | 0                | 4    | 0   | —       | —       | —    | —    | 29        | 0         |
| Roma                | 2013–14             | 32               | 1                | 4    | 0   | —       | —       | —    | —    | 36        | 1         |
| Roma                | 2014–15             | 26               | 2                | 1    | 1   | 7       | 0       | —    | —    | 34        | 3         |
| Roma                | 2015–16             | 24               | 1                | 1    | 0   | 6       | 2       | —    | —    | 31        | 3         |
| Roma                | 2016–17             | 31               | 4                | 1    | 0   | 8       | 1       | —    | —    | 40        | 5         |
| Roma                | 2017–18             | 22               | 1                | 0    | 0   | 10      | 1       | —    | —    | 32        | 2         |
| Roma                | 2018–19             | 18               | 1                | 1    | 0   | 4       | 1       | —    | —    | 23        | 2         |
| Tổng cộng           | Tổng cộng           | 459              | 43               | 55   | 5   | 98      | 13      | 4    | 2    | 616       | 63        |
| Boca Juniors        | 2019–20             | 5                | 0                | 1    | 1   | 1       | 0       | 0    | 0    | 7         | 1         |
| Tổng cộng sự nghiệp | Tổng cộng sự nghiệp | 464              | 43               | 56   | 6   | 99      | 13      | 4    | 2    | 623       | 64        |

1. 1 2 3 4 5 6  Tất cả các trận đấu ở UEFA Champions League
2. 1 2  UEFA Cup
3. 1 2 3 4  Supercoppa Italiana
4. ↑  Europa League
5. ↑  Ba trận UEFA Champions League, bốn trận Europa League

### Đội tuyển quốc gia
Tính đến 11 tháng 10 năm 2017
| Ý         | Ý    | Ý   |
| Năm       | Trận | Bàn |
| --------- | ---- | --- |
| 2004      | 4    | 2   |
| 2005      | 10   | 0   |
| 2006      | 11   | 2   |
| 2007      | 6    | 0   |
| 2008      | 11   | 3   |
| 2009      | 9    | 1   |
| 2010      | 11   | 2   |
| 2011      | 8    | 0   |
| 2012      | 12   | 3   |
| 2013      | 11   | 2   |
| 2014      | 7    | 1   |
| 2015      | 1    | 1   |
| 2016      | 9    | 2   |
| 2017      | 7    | 2   |
| Tổng cộng | 117  | 21  |

### Bàn thắng cho đội tuyển quốc gia
| #   | Ngày                 | Địa điểm                                        | Đối thủ        | Bàn thắng | Kết quả | Giải đấu                 |
| --- | -------------------- | ----------------------------------------------- | -------------- | --------- | ------- | ------------------------ |
| 1.  | 4 tháng 9 năm 2004   | Sân vận động Renzo Barbera, Palermo, Ý          | Na Uy          | 1–1       | 2–1     | Vòng loại World Cup 2006 |
| 2.  | 13 tháng 10 năm 2004 | Sân vận động Ennio Tardini, Parma, Ý            | Belarus        | 2–0       | 4–3     | Vòng loại World Cup 2006 |
| 3.  | 1 tháng 3 năm 2006   | Sân vận động Artemio Franchi, Florence, Ý       | Đức            | 3–0       | 4–1     | Giao hữu                 |
| 4.  | 11 tháng 10 năm 2006 | Sân vận động Boris Paichadze, Tbilisi, Gruzia   | Gruzia         | 0–1       | 1–3     | Vòng loại Euro 2008      |
| 5.  | 17 tháng 6 năm 2008  | Letzigrund, Zürich, Thụy Sĩ                     | Pháp           | 0–2       | 0–2     | Euro 2008                |
| 6.  | 10 tháng 9 năm 2008  | Sân vận động Friuli, Udine, Ý                   | Gruzia         | 1–0       | 2–0     | Vòng loại World Cup 2010 |
| 7.  | 10 tháng 9 năm 2008  | Sân vận động Friuli, Udine, Ý                   | Gruzia         | 2–0       | 2–0     | Vòng loại World Cup 2010 |
| 8.  | 15 tháng 6 năm 2009  | Sân vận động Loftus Versfeld, Pretoria, Nam Phi | Hoa Kỳ         | 1–2       | 1–3     | Confed Cup 2009          |
| 9.  | 14 tháng 6 năm 2010  | Sân vận động Cape Town, Cape Town, Nam Phi      | Paraguay       | 1–1       | 1–1     | World Cup 2010           |
| 10. | 7 tháng 9 năm 2010   | Sân vận động Artemio Franchi, Florence, Ý       | Quần đảo Faroe | 2–0       | 5–0     | Vòng loại Euro 2012      |
| 11. | 15 tháng 8 năm 2012  | Stade de Suisse, Bern, Thụy Sĩ                  | Anh            | 1–0       | 1–2     | Giao hữu                 |
| 12. | 12 tháng 10 năm 2012 | Sân vận động Hrazdan, Yerevan, Armenia          | Armenia        | 2–1       | 3–1     | Vòng loại World Cup 2014 |
| 13. | 16 tháng 10 năm 2012 | Sân vận động Giuseppe Meazza, Milan, Ý          | Đan Mạch       | 2–0       | 3–1     | Vòng loại World Cup 2014 |
| 14. | 21 tháng 3 năm 2013  | Sân vận động Genève, Genève, Thụy Sĩ            | Brasil         | 1–2       | 2–2     | Giao hữu                 |
| 15. | 19 tháng 6 năm 2013  | Arena Pernambuco, Recife, Brasil                | Nhật Bản       | 1–2       | 4–3     | Confed Cup 2013          |
| 16. | 4 tháng 9 năm 2014   | Sân vận động San Nicola, Bari, Ý                | Hà Lan         | 2–0       | 2–0     | Giao hữu                 |
| 17. | 6 tháng 9 năm 2015   | Sân vận động Renzo Barbera, Palermo, Ý          | Bulgaria       | 1–0       | 1–0     | Vòng loại Euro 2016      |
| 18. | 6 tháng 6 năm 2016   | Sân vận động Marc'Antonio Bentegodi, Verona, Ý  | Phần Lan       | 2–0       | 2–0     | Giao hữu                 |
| 19. | 6 tháng 10 năm 2016  | Sân vận động Juventus, Torino, Ý                | Tây Ban Nha    | 1–1       | 1–1     | Vòng loại World Cup 2018 |
| 20. | 24 tháng 3 năm 2017  | Sân vận động Renzo Barbera, Palermo, Ý          | Albania        | 1–1       | 1–1     | Vòng loại World Cup 2018 |
| 21. | 7 tháng 6 năm 2017   | Allianz Riviera, Nice, Pháp                     | Uruguay        | 3–0       | 3–0     | Giao hữu                 |